# Bruce Irvin
Bruce Irvin er en fiktiv USA kickboxer fra Tekken videospil-serien.

## Historie

### Tekken 2
Bruce Irvin er utrolig dygtig indenfor Muay Thai. I en tidlig alder mistede Bruce sin far, mor og ældre bror, og han begyndte at kæmpe. Han endte med at tilslutte sig politistyrken, Friend de Paul Phoenix. Han var en respekteret amerikansk politibetjent og rollemodel for børn. Men da Bruce blev sendt til Japan for at undersøge Kazuya Mishima og det korrupte Mishima Zaibatsu, styrtede hans fly ned og Bruce mistede sin hukommelse. Kazuya hyrede Bruce som sin bodyguard, og i the King of Iron Fist tournament 2, stod han ansigt til ansigt med sin tidligere partner Paul, som deltog i turneringen for at stoppe Kazuya og finde Bruce. Paul besejrede Bruce, og Bruce flygtede i et fly som også styrtede ned. Bruce blev meldt død.

### Tekken 5
Mange troede at Bruce var død, men i Tekken 5 dukker Bruce op igen, og det viser sig at han i mellemtiden har arbejdet for adskillige specialstyrker. Han deltog i the King of Iron Fist tournament 5 for at bevise han stadig kunne kæmpe mod de bedste.

### Tekken 6
Efter at have genkendt Kazuya Mishima under den femte King of Iron Fist-turnering, besluttede Bruce Irvin at hjælpe Kazuya med hans plan om at overtage G Corporation. Efter overtagelsen styrede Kazuya nu G Corporation bag lukkede døre. G Corporation erklærede krig imod Mishima Zaibatsu og Bruce, som Kazuyas kaptajn for G Corporations private hær, bekæmpede Mishima Zaibatsu over hele verdenen. Senere annoncerede G Corporation at de havde udstedt en enorm dusør til enhver der kunne fange Mishima Zaibatsus leder, Jin Kazama.
Bruce Irvin deltog i den sjette King of Iron Fist turnering med målet om at fange Jin.